# هجوم حافلة داسو
هجوم حافلة داسو في 14 يوليو 2021 سقطت حافلة تقل عمال صينيين في منطقة داسو بمقاطعة كوهستان العليا في واد بعد انفجار، مما أسفر عن مقتل 13 شخصًا من بينهم تسعة صينيين و4 باكستانيين وإصابة 28 آخرين. في 12 أغسطس 2021 قال وزير الخارجية شاه محمود قريشي إن "أراضي أفغانستان استُخدمت للهجوم الإرهابي وكان المحققون ينظرون بوضوح إلى آثار اجتماع التخطيط والتنفيذ مع العلاقة بين المديرية الوطنية للأمن وجناح البحث والتحليل الهندي وكشف عن العلاقة الهندية الأفغانية. "ومن هم وراء هذا الهجوم".